# Supermarine Spiteful
Die Supermarine Spiteful war ein britisches, mit einem Rolls-Royce Griffon angetriebenes Kampfflugzeug von Supermarine nach der Spezifikation F.1/43 des Air Ministry während des Zweiten Weltkrieges als Nachfolgemodell der Spitfire.

## Entwicklung
Ende 1942 wurde befürchtet, dass der Luftwiderstand der Tragflächen der Spitfire eine weitere Erhöhung der Geschwindigkeit begrenzen würde. Um diese Grenze zu überwinden, wurde entschieden, ein Tragwerk mit Laminarprofil ähnlich dem der North American P-51 für die Spitfire einzusetzen. Dies berücksichtigte die neuesten Erkenntnisse der Aerodynamik bei hohen Geschwindigkeiten. Um die Fertigung zu vereinfachen, wurde zur selben Zeit entschieden, im Gegensatz zu den bisherigen elliptischen Tragflächen der Spitfire deren neue als einfache gerade Flächen zu konstruieren. Eine weitere Änderung betraf das engspurige Fahrwerk der Spitfire, das zugunsten eines besseren Bodenrollverhaltens gegen ein breitspuriges und nach innen einziehendes Fahrwerk ersetzt wurde.
Die neuen Tragflächen wurden an eine modifizierte Spitfire XIV mit der Seriennummer NN660 montiert, um einen direkten Vergleich zu den alten elliptischen Flächen zu ermöglichen. Das Flugzeug wurde am 30. Juni 1944 von Jeffrey Quill erstmals geflogen. Das Verhalten bei hohen Geschwindigkeiten war wesentlich angenehmer als in der unmodifizierten Spitfire XIV, es zeigte sich aber ein unerwünschtes Strömungsabrissverhalten, das zwar nicht untragbar war, jedoch nicht an den hohen Standard der von Mitchell entworfenen elliptischen Tragflächen heranreichte.
In der Zwischenzeit wurde die Gelegenheit genutzt, den Rumpf der Spitfire zu überarbeiten, um die Sicht des Piloten über die Flugzeugnase sowie die Richtungsstabilität durch ein größeres Leitwerk und Ruder zu verbessern. Diese Instabilität trat seit der Einführung des leistungsstärkeren Griffon-Motors auf. Das instabile Verhalten verschlimmerte sich mit der Einführung der Vier- und später der Fünfblatt-Propeller weiter. Der Fünfblatt-Propeller wurde in das Flugzeug mit der Seriennummer NN664 eingebaut, das nach den Spezifikationen F.1/43 ausgelegt worden war. Die neue Konstruktion beinhaltete einen neuen Flugzeugrumpf, jedoch ohne das vergrößerte Leitwerk und wurde, nachdem sie sich erheblich von der Spitfire unterschied, in Spiteful umbenannt.

## Produktion und Einsatz

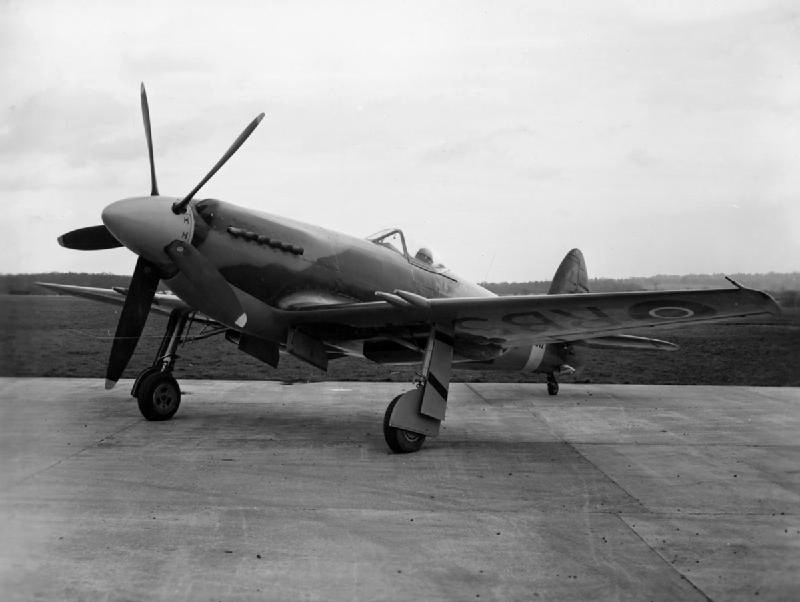
Supermarine Spiteful FXIV

Die Spiteful wurde als Spiteful XIV in Auftrag gegeben (es gab keine eigenständige Nummerierung, die vorangegangenen Nummern stammten von der originalen Spitfire XIV), und es wurden 150 Stück bestellt. Mit dem Anbruch des Strahltriebwerkzeitalters lag die Zukunft der Kampfflugzeuge im Strahlantrieb und so wurde die Bestellung nach nur wenigen gebauten Spiteful storniert. In dieser Zeit galt es noch als unsicher, ob Strahlflugzeuge von einem Flugzeugträger operieren könnten, so wurde nach der Spezifikation N.5/45 eine Marineversion der Spiteful entwickelt, die Supermarine Seafang.
Die Seafang war mit faltbaren Tragflächenspitzen, einem „stachelartigen“ Fanghaken und einem Griffon-89- oder 90-Motor ausgerüstet, der durch einen vergrößerten Lufteinlass zwei gegenläufige Dreiblatt-Propeller antrieb. Die erste war eine umgebaute Spiteful XV RB520. Nach dem erfolgreichen Einsatz der de Havilland Sea Vampire vom Flugzeugträger Ocean im Jahr 1945 bestand jedoch kein Bedarf mehr an der Seafang.
Nach dem Ende des Zweiten Weltkrieges begann Supermarine Verhandlungen mit dem französischen Flugzeughersteller Société Nationale de Constructions Aéronautiques du Nord über die Lizenzfertigung der Spiteful in Frankreich, aufgrund der technischen Entwicklung und der Verdrängung der Kolbenmotoren durch Strahltriebwerke wurden die Verhandlungen aber eingestellt.

## Baureihen
Spiteful F Mk 14 – 19 Stück gefertigt
Triebwerk: Griffon 85, 2375 PS
Masse: 4478 kg
Höchstgeschwindigkeit: 766 km/h
Spiteful F Mk 15 – 1 Stück gefertigt, umgebaut zum Seafang-Prototyp
Triebwerk: Griffon 89, 2350 PS
Masse: 4590 kg
Höchstgeschwindigkeit: 777 km/h
Spiteful F Mk 16 – 2 Stück gefertigt, Umbau von der Mark XIV, Griffon mit 3-Gang-Lader
Triebwerk: Griffon 101, 2420 PS
Masse: 4478 kg
Höchstgeschwindigkeit: 795 km/h
Seafang F.Mk 31 – 8 Stück gefertigt
Triebwerk: Griffon 61
Seafang F.Mk 32 – 10 Stück gefertigt
Triebwerk: Griffon 89, 2350 PS

## Strahltriebwerk-Spiteful
Gegen Ende 1943 bzw. Anfang 1944 schlug der Flugzeugkonstrukteur Joe Smith vor, dass Supermarine ein Kampfflugzeug mit Strahltriebwerk auf Basis der Flugzeugzelle der Spiteful entwickeln sollte. Als Antrieb war ein Rolls-Royce-Triebwerk vorgesehen, das noch entwickelt wurde, und aus dem später das Nene wurde. Der Vorschlag wurde akzeptiert und eine neue Ausschreibung nach einem Experimentalflugzeug wurde vom Air Ministry unter der Bezeichnung E.10/44 ausgegeben. Das Flugzeug wurde anfänglich als Strahltriebwerk-Spiteful bezeichnet. Der Erstflug des Prototyps mit der RAF-Seriennummer TS409 fand am 27. Juli 1946 statt. Der Entwurf fand bei der RAF keinen Zuspruch, da die Leistungen nur unwesentlich besser als die der Meteor und der Vampire waren. Die Admiralität hatte jedoch Interesse an dem Entwurf als Marine-Kampfflugzeug und gab eine Spezifikation N.5/45 aus. Das Flugzeug erhielt später den Namen Attacker und hatte eine kurze aber erfolgreiche Karriere beim Fleet Air Arm sowie der pakistanischen Luftwaffe.

## Spiteful-Leitwerk
Das vergrößerte Leitwerk der Spiteful kam auch bei der Supermarine Spitfire Mark 22 und 24 sowie der Supermarine Seafire Mark 46 und 47 zum Einsatz, es wurde Spiteful-Leitwerk genannt.

## Technische Daten

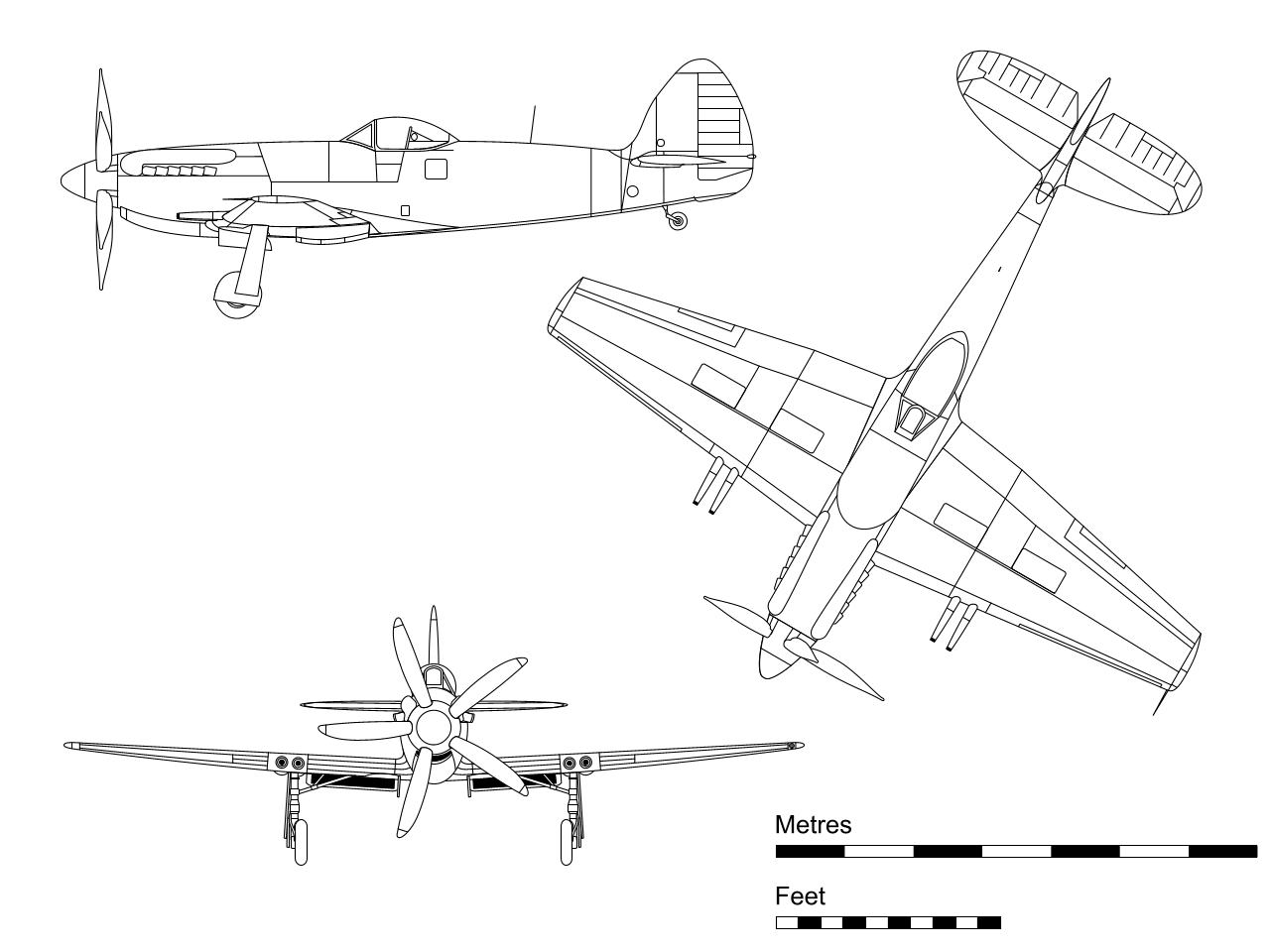
Dreiseitenriss

| Kenngröße             | Daten Spiteful XIV                                 |
| --------------------- | -------------------------------------------------- |
| Besatzung             | 1                                                  |
| Länge                 | 10,03 m                                            |
| Spannweite            | 10,67 m                                            |
| Höhe                  | 4,08 m                                             |
| Flügelfläche          | 19,5 m²                                            |
| Flügelstreckung       | 5,8                                                |
| Leermasse             | 3334 kg                                            |
| max. Startmasse       | 4513 kg                                            |
| Marschgeschwindigkeit |                                                    |
| Höchstgeschwindigkeit | 777 km/h                                           |
| Steiggeschwindigkeit  | 20,7 m/s                                           |
| Dienstgipfelhöhe      | 12.800 m                                           |
| Reichweite            | 908 km                                             |
| Triebwerke            | 1 × V-12 Rolls-Royce Griffon 85, 2375 PS (1772 kW) |
| Bewaffnung            | 4 × 20-mm-Hispano-Kanonen Hispano-Suiza HS.404     |